# Jorge Carinao
Jorge Eduardo Carinao Cárdenas (Temuco, 18 de febrero de 1991) es un deportista chileno de origen mapuche que compite en levantamiento de pesas paralímpico. Participó en los Juegos Paralímpicos de Río de Janeiro 2016 donde obtuvo sexto lugar y en los Juegos Parapanamericanos de 2015, donde obtuvo medalla de oro. En los Juegos Parapanamericanos de 2023 también consiguió medalla de oro.

## Vida
Es hijo de Carinao y de Mónica Alicia Cárdenas Muñoz, ha vivido la mayor parte de su vida en Padre Las Casas.En diciembre del 2008, Jorge Carinao era la gran promesa de las pesas chilenas. Con 16 años, figuraba segundo a nivel panamericano en la categoría sub-17, mientras que en nuestro país ganaba campeonatos adultos y batía récords juveniles.
Quedó parapléjico mientras entrenaba levantamiento de pesas. El accidente de Jorge ocurrió después de que un implemento le cayera encima.
"Es súper complicado asimilar que de un día para otro tu vida tiene que ser en una silla de ruedas, es complicado entender que vas a necesitar ayuda para algunas cosas (...). En esa época se refugió en su familia y sus amigos, pero eso no lo completaba. Hasta antes del trauma, se dedicaba full time a su disciplina, por lo que había un vacío grande que llenar.Pero lo que más me dolía era el deporte, porque tuve la suerte de encontrar algo que realmente me apasionaba siendo muy chico", indicó.Sin embargo, no dejó de rendirse y volvió a reintegrarse a esta actividad deportiva.
En Guadalajara 2011, que se reencantó con la actividad, aunque para ello tuvo que superar las clásicas aprehensiones. “Cuando supe que existían los Parapanamericanos, que se hacían en las mismas sedes y después de los convencionales, me motivé un poco, aunque no me encantaba la idea. Tenía prejuicios: que no era alto rendimiento, que era casi para que la gente fuera y dijera ‘qué lindos se ven’, pero era por la depresión y porque no había asumido mi situación”, señaló. Añadiéndo, “Cuando llegué a la villa, me di cuenta de que estaba equivocado. Había un montón de personas discapacitadas y nadie se hacía problemas. Yo igual estaba acomplejado por la silla, pero ahí aprendí mucho y asumí el tema, porque me empezó a dar lo mismo todo”, en suelo azteca remató sexto.Esto lo llevó a obtener el sexto lugar en los Juegos Paralímpicos de Río de Janeiro 2016.
Recibió el Premio al mejor deportista de Chile 2016, otorgado por el Círculo de Periodistas Deportivos, junto a la maratonista Bárbara Riveros.
“Tienes que hacer algo que te guste, que de verdad te haga sentir bien, ponerte metas y actuar en base a ellas. Yo no puedo concebir no lograr algo si no lo intento todo” 
En el Campeonato Mundial de Dubái de 2021, obtuvo plata en 65 kilos y récord panamericano con 190 kg. Además, del oro en competencia por equipos.
El 20 de noviembre de 2023 obtuvo medalla de oro para Chile, en para powerlifting en los Juegos Parapanamericanos realizados en Santiago.Después de esta victoria, se acercó donde su novia Camila Shneider a pedirle matrimonio.
En agosto de 2024 representará a Chile en los Juegos Paralímpicos de París.